# Westdeutsche Fußballmeisterschaft
Die westdeutsche Fußballmeisterschaft wurde in den Jahren 1902/03 bis 1932/33 vom Westdeutschen Spiel-Verband (bis 1907: Rheinisch-Westfälischer Spiel-Verband) abgehalten. Von 1914/1915 bis 1918/19 fand kein Wettbewerb statt. Insgesamt wurde 26 Male der Meister ermittelt.
Es gab mehrere Reformen der Systeme. 1923/24 etwa wurde in sieben Gauen zunächst die Gaumeister ermittelt. Die sieben Gaumeister ermittelten anschließend im Ligasystem den westdeutschen Meister. Dieser nahm an der deutschen Fußballmeisterschaft teil.
1933 wurde im Deutschen Reich die Gauliga als eine einheitliche oberste Spielklasse eingeführt.